# Campeonato Europeo de la UEFA Sub-19 2022
El Campeonato de Europa Sub-19 de la UEFA de 2022 (en eslovaco: Majstrovstvá Európy vo futbale hráčov do 19 rokov 2022) fue la XIX edición del Campeonato de Europa Sub-19, organizado por la UEFA. La fase final se disputó en Eslovaquia entre el 18 de junio y el 1 de julio de 2022.
Al igual que las ediciones anteriores celebradas en años pares, el torneo actuó como clasificatorio de la UEFA para la Copa Mundial de Fútbol Sub-20 de la FIFA. Los cinco mejores equipos del torneo se clasificaron para la Copa Mundial de Fútbol Sub-20 de 2023 como representantes de la UEFA.
En la edición, España era la campeona defensora, habiendo ganado el último torneo celebrado en 2019, con las ediciones de 2020 y 2021 canceladas debido a la pandemia de COVID-19 en Europa.

## Elección de sede
El cronograma de la selección del anfitrión fue el siguiente:
- 11 de enero de 2019: se inicia el procedimiento de licitación;
- 28 de febrero de 2019: fecha límite para manifestar interés;
- 27 de marzo de 2019: Anuncio de la UEFA de que se recibió una declaración de interés de 17 federaciones miembro para albergar uno de los torneos finales juveniles de selecciones nacionales de la UEFA (Campeonato Europeo de la UEFA Sub-19, Campeonato Europeo Femenino Sub-19 de la UEFA, Campeonato de Europa Sub-17 de la UEFA, Campeonato Europeo Femenino Sub-17 de la UEFA) en 2021 y 2022 (aunque no se especificó qué federación estaba interesada en qué torneo)
- 28 de junio de 2019: presentación de expedientes de licitación;
- 24 de septiembre de 2019: Selección de las federaciones anfitrionas seleccionadas por parte del Comité Ejecutivo de la UEFA en su reunión en Liubliana.

Para los torneos finales del Campeonato Europeo de la UEFA Sub-19 de 2021 y 2022, Rumanía y Eslovaquia fueron seleccionados como anfitriones respectivamente.

## Clasificación
El Comité Ejecutivo de la UEFA decidió originalmente el 29 de mayo de 2019 probar un nuevo formato de clasificación para el Campeonato Sub-19 en 2022 y 2023. La competición de clasificación se habría jugado en cuatro rondas durante un período de dos años desde el otoño de 2020 hasta la primavera de 2022, con equipos divididos en tres ligas, con ascenso y descenso entre ligas después de cada ronda similar a la Liga de las Naciones de la UEFA. Sin embargo, el 17 de junio de 2020, la UEFA anunció que la introducción del nuevo formato se había pospuesto a la edición de 2023 debido a la pandemia de COVID-19, y la clasificación para la edición de 2022 usaría el formato anterior que involucraba solo dos rondas.
Un total de 54 (de 55) países de la UEFA participaron en la competición, y con la anfitriona Eslovaquia clasificando automáticamente, los otros 53 equipos compitieron en la competición de clasificación, que fue de dos rondas: Ronda de clasificación, que tuvo lugar en el otoño 2021, y la ronda Elite, que tuvo lugar en la primavera de 2022, para determinar los siete lugares restantes en el torneo final. El sorteo de la ronda de clasificación se celebró el 9 de diciembre de 2020 a las 10:30 CET (UTC+1), en la sede de la UEFA en Nyon, Suiza.

## Equipos participantes
| Equipo     | Clasificado como | Clasificado en fecha     | Apariciones previas en Eurocopa Sub-191 solo era Sub-19 (desde 2002)  |
| ---------- | ---------------- | ------------------------ | --------------------------------------------------------------------- |
| Eslovaquia | Anfitrión        | 24 de septiembre de 2019 | 1 (2002)                                                              |
| Israel     | Ganador Grupo A  | 29 de marzo de 2022      | 1 (2014)                                                              |
| Francia    | Ganador Grupo B  | 29 de marzo de 2022      | 11 (2003, 2005, 2007, 2009, 2010, 2012, 2013, 2015, 2016, 2018, 2019) |
| Inglaterra | Ganador Grupo C  | 29 de marzo de 2022      | 10 (2002, 2003, 2005, 2008, 2009, 2010, 2012, 2016, 2017, 2018)       |
| Rumania    | Ganador Grupo D  | 29 de marzo de 2022      | 1 (2011)                                                              |
| Italia     | Ganador Grupo E  | 29 de marzo de 2022      | 7 (2003, 2004, 2008, 2010, 2016, 2018, 2019)                          |
| Austria    | Ganador Grupo G  | 29 de marzo de 2022      | 7 (2003, 2006, 2007. 2010, 2014, 2015, 2016)                          |
| Serbia     | Ganador Grupo F  | 7 de junio de 2022       |                                                                       |

1 Negrita indica campeones de ese año. Cursiva indica sede para ese año.

## Sedes
En la competición fueron 5 estadios en 5 ciudades los que albergaron el torneo.
| Banská Bystrica  | Trnava Senec Banská Bystrica Žiar nad Hronom Dunajská Streda | Dunajská Streda                                       |
| Štadión SNP      | Trnava Senec Banská Bystrica Žiar nad Hronom Dunajská Streda | DAC Aréna                                             |
| Capacidad: 9.800 | Trnava Senec Banská Bystrica Žiar nad Hronom Dunajská Streda | Capacidad: 12.700                                     |
|                  | Trnava Senec Banská Bystrica Žiar nad Hronom Dunajská Streda |                                                       |
| Senec            | Trnava                                                       | Žiar nad Hronom                                       |
| NTC Senec        | Štadión Antona Malatinského                                  | Štadión FK Pohronie (Mestský štadión Žiar nad Hronom) |
| Capacidad: 4.000 | Capacidad: 19.200                                            | Capacidad: 2.400                                      |
|                  |                                                              |                                                       |

## Fase de grupos
– Clasificados a Semifinales y a la Copa Mundial Sub-20 de 2023.

     – Clasificado a Play-off.
- Todos los horarios corresponden a la hora local de Eslovaquia CEST (UTC+2).

### Grupo A
| Equipo     | Pts | PJ | PG | PE | PP | GF | GC | Dif |
| ---------- | --- | -- | -- | -- | -- | -- | -- | --- |
| Francia    | 9   | 3  | 3  | 0  | 0  | 11 | 2  | +9  |
| Italia     | 6   | 3  | 2  | 0  | 1  | 4  | 5  | -1  |
| Eslovaquia | 3   | 3  | 1  | 0  | 2  | 1  | 6  | -5  |
| Rumania    | 0   | 3  | 0  | 0  | 3  | 2  | 5  | -3  |

| 18 de junio de 2022 | Eslovaquia | 0:5 (0:2) | Francia                                              | Estadio Anton Malatinský, Trnava |                          |
| 17:30               |            | Reporte   | - 16' Tchaouna - 34', 59' Bonny - 57', 62' Virginius | Árbitro(s): Morten Krogh         | Árbitro(s): Morten Krogh |

| 18 de junio de 2022 | Italia                       | 2:1 (0:0) | Rumania          | DAC Aréna, Dunajská Streda   |                              |
| 20:00               | - Baldanzi 47' - Volpato 68' | Reporte   | - 53' Andronache | Árbitro(s): Nathan Verboomen | Árbitro(s): Nathan Verboomen |

| 21 de junio de 2022 | Eslovaquia | 0:1 (0:1) | Italia          | Estadio Anton Malatinský, Trnava |                                 |
| 17:30               |            | Reporte   | - 33' Ambrosino | Árbitro(s): Goga Kikacheishvili  | Árbitro(s): Goga Kikacheishvili |

| 21 de junio de 2022 | Rumania      | 1:2 (0:2) | Francia                      | DAC Aréna, Dunajská Streda      |                                 |
| 20:00               | - Coubiş 82' | Reporte   | - 12' Tchaouna - 20' Adeline | Árbitro(s): Matthew De Gabriele | Árbitro(s): Matthew De Gabriele |

| 24 de junio de 2022 | Rumania | 0:1 (0:0) | Eslovaquia     | Estadio Anton Malatinský, Trnava  |                                   |
| 17:30               |         | Reporte   | - 90+5' Griger | Árbitro(s): Manfredas Lukjančukas | Árbitro(s): Manfredas Lukjančukas |

| 24 de junio de 2022 | Francia                                          | 4:1 (2:1) | Italia        | DAC Aréna, Dunajská Streda |                           |
| 17:30               | - Da Silva 24' - Tchaouna 37', 69' - Arconte 79' | Reporte   | - 16' Volpato | Árbitro(s): António Nobre  | Árbitro(s): António Nobre |

### Grupo B
| Equipo     | Pts | PJ | PG | PE | PP | GF | GC | Dif |
| ---------- | --- | -- | -- | -- | -- | -- | -- | --- |
| Inglaterra | 9   | 3  | 3  | 0  | 0  | 7  | 0  | +7  |
| Israel     | 4   | 3  | 1  | 1  | 1  | 6  | 5  | +1  |
| Austria    | 3   | 3  | 1  | 0  | 2  | 5  | 8  | -3  |
| Serbia     | 1   | 3  | 0  | 1  | 2  | 4  | 9  | -5  |

| 19 de junio de 2022 | Serbia                       | 2:2 (1:1) | Israel                     | Štadión FK Pohronie, Žiar nad Hronom |                           |
| 17:30               | - Lazetić 8' - Leković 90+3' | Reporte   | - 16' Gloukh - 74' Ibrahim | Árbitro(s): António Nobre            | Árbitro(s): António Nobre |

| 19 de junio de 2022 | Inglaterra                     | 2:0 (1:0) | Austria | Štadión SNP, Banská Bystrica      |                                   |
| 20:00               | - Chukwuemeka 43' - Devine 65' | Reporte   |         | Árbitro(s): Manfredas Lukjančukas | Árbitro(s): Manfredas Lukjančukas |

| 22 de junio de 2022 | Israel                                                          | 4:2 (2:1) | Austria                 | Štadión FK Pohronie, Žiar nad Hronom |                              |
| 17:30               | - Abed Kassus 5' - Lugassy 29' - Madmon 52' (pen.) - Gloukh 54' | Reporte   | - 24' Jasic - 76' Demir | Árbitro(s): Nathan Verboomen         | Árbitro(s): Nathan Verboomen |

| 22 de junio de 2022 | Inglaterra                                            | 4:0 (2:0) | Serbia | Štadión SNP, Banská Bystrica |                          |
| 20:00               | - Scarlett 5', 40' - Chukwuemeka 68' - Jebbison 90+1' | Reporte   |        | Árbitro(s): Morten Krogh     | Árbitro(s): Morten Krogh |

| 25 de junio de 2022 | Israel | 0:1 (0:1) | Inglaterra | Štadión FK Pohronie, Žiar nad Hronom |                                 |
| 20:00               |        | Reporte   | - 6' Delap | Árbitro(s): Goga Kikacheishvili      | Árbitro(s): Goga Kikacheishvili |

| 25 de junio de 2022 | Austria                           | 3:2 (1:1) | Serbia                     | Štadión SNP, Banská Bystrica    |                                 |
| 20:00               | - Querfeld 25', 55' - Wallner 66' | Reporte   | - 44' Lazetić - 88' Ratkov | Árbitro(s): Matthew De Gabriele | Árbitro(s): Matthew De Gabriele |

## Fase Final

### Cuadro de desarrollo
|  | Semifinales | Semifinales       |            |   | Final | Final |
|  |             |                   |            |   |       |       |
|  | 28 de junio |                   |            |   |       |       |
|  |             |                   |            |   |       |       |
|  | Francia     | 1                 |            |   |       |       |
|  | Francia     | 1                 | 1 de julio |   |       |       |
|  | Israel      | 2                 |            |   |       |       |
|  | Israel      | 2                 | Israel     | 1 |       |       |
|  | 28 de junio |                   | Israel     | 1 |       |       |
|  |             | Inglaterra (t.s.) | 3          |   |       |       |
|  | Inglaterra  | Inglaterra (t.s.) | 3          | 2 |       |       |
|  | Inglaterra  |                   |            | 2 |       |       |
|  | Italia      | 1                 |            |   |       |       |
|  | Italia      | 1                 |            |   |       |       |

|  | Play-off    |   |
|  |             |   |
|  | 28 de junio |   |
|  |             |   |
|  | Eslovaquia  | 1 |
|  | Eslovaquia  | 1 |
|  | Austria     | 0 |
|  | Austria     | 0 |

### Play-off para la Copa Mundial Sub-20 de 2023
| 28 de junio de 2022 | Eslovaquia  | 1:0 (0:0) | Austria | Estadio Anton Malatinský, Trnava |                              |
| 17:00               | Kopásek 64' | Reporte   |         | Árbitro(s): Nathan Verboomen     | Árbitro(s): Nathan Verboomen |

### Semifinales
| 28 de junio de 2022 | Inglaterra                | 2:1 (0:1) | Italia             | NTC Senec, Senec                |                                 |
| 17:00               | - Scott 58' - Quansah 82' | Reporte   | 12' (pen.) Miretti | Árbitro(s): Goga Kikacheishvili | Árbitro(s): Goga Kikacheishvili |

| 28 de junio de 2022 | Francia         | 1:2 (0:1) | Israel                               | DAC Aréna, Dunajská Streda |                          |
| 20:00               | - Virginius 62' | Reporte   | - Touré 29' (a.g.) - Kancepolsky 57' | Árbitro(s): Morten Krogh   | Árbitro(s): Morten Krogh |

### Final
| 1 de julio de 2022 | Israel       | 1:3 (1:1, 1:0) (t. s.) | Inglaterra                                   | Estadio Anton Malatinský, Trnava |                           |
| 20:00              | - Gloukh 40' | Reporte                | - 52' Doyle - 108' Chukwuemeka - 116' Ramsey | Árbitro(s): António Nobre        | Árbitro(s): António Nobre |

|                                |
| Bandera de Inglaterra          |
| Campeón Inglaterra 11.º título |

## Clasificados para la Copa Mundial Sub-20 de la FIFA
Los siguientes cinco equipos de la UEFA se clasificaron para la Copa Mundial de Fútbol Sub-20 de 2023. 
| Equipo     | Clasificado en fecha | Apariciones previas en la Copa Mundial de Fútbol Sub-201              |
| ---------- | -------------------- | --------------------------------------------------------------------- |
| Francia    | 21 de junio de 2022  | 7 (1977, 1997, 2001, 2011, 2013, 2017, 2019)                          |
| Italia     | 21 de junio de 2022  | 7 (1977, 1981, 1987, 2005, 2009, 2017, 2019)                          |
| Inglaterra | 22 de junio de 2022  | 11 (1981, 1985, 1991, 1993, 1997, 1999, 2003, 2009, 2011, 2013, 2017) |
| Israel     | 25 de junio de 2022  | Debuta                                                                |
| Eslovaquia | 28 de junio de 2022  | 1 (2003)                                                              |

1 Negrita indica campeones de ese año. Cursiva indica sede para ese año .